# Krieg im Sudan (seit 2023)
Seit Mitte April 2023 kämpfen im Sudan rivalisierende Fraktionen des herrschenden Militärs des Landes gegeneinander; die Sudanesischen Streitkräfte (SAF) unter De-facto-Staatschef Abdel Fattah Burhan und die Rapid Support Forces (RSF) unter seinem bisherigen Stellvertreter Mohammed Hamdan Daglo. Es handelt sich dabei um den dritten größeren innerstaatlichen Konflikt im Sudan nach den beiden Sezessionskriegen.
Die Kämpfe fanden in den ersten zwei Jahren insbesondere in Sudans Hauptstadt Khartum statt. In der Folge wurde Khartum weitgehend zerstört und entvölkert. Im März 2025 gewannen die SAF die vollständige Kontrolle über Khartum zurück.
Befördert durch den Krieg entwickelte sich die schlimmste Hungersnot im Sudan seit mindestens 2004. Bis August 2025 wurden etwa 150.000 Zivilisten getötet und rund zwölf Millionen Sudanesen durch Krieg und Hunger zur Flucht genötigt.

## Hintergrund
Während der Präsidentschaft des langjährigen Machthabers Umar al-Baschir ereigneten sich mehrere gewaltsame Konflikte im Sudan. Einerseits eskalierte Anfang der 2000er Jahre der Konflikt in der westlichen Region Darfur, bei dem Rebellen gegen die Marginalisierung der nicht arabischstämmigen Bevölkerungsgruppen aufbegehrten. Präsident al-Baschir schlug die Aufstände blutig nieder und kooperierte hierbei auch mit den Dschandschawid-Milizen, die heute einen signifikanten Teil der RSF ausmachen. Aufgrund der exzessiven Gewaltanwendung erließ der Internationale Strafgerichtshof im Jahr 2008/2009 einen internationalen Haftbefehl gegen al-Bashir wegen Völkermords, Kriegsverbrechen sowie Verbrechen gegen die Menschlichkeit.
Darüber hinaus kam es zu schweren militärischen Auseinandersetzungen im Süden des Landes, die im Jahr 2011 schließlich in der Sezession des Südsudan mündeten. Im Jahr 2019 stürzte das Militär den Präsidenten al-Bashir nach monatelangen Protesten der Zivilbevölkerung. Als die Proteste nach der Amtsenthebung jedoch nicht abebbten, gingen die paramilitärischen RSF mit exzessiver Gewalt gegen die pro-demokratischen Demonstranten vor. Beim sogenannten Massaker von Khartum am 3. Juni 2019 starben insgesamt mehr als 100 Zivilisten. Inmitten einer Wirtschaftskrise erklärte sich das Militär bereit, die Führung des Landes im April 2023 an eine zivil geführte Regierung zu übergeben; es kam jedoch zu Spannungen zwischen den rivalisierenden Militärführern, General Abdel Fattah Burhan (der als das De-facto-Staatsoberhaupt angesehen wird) und dem Kommandeur der RSF, General Daglo, besser bekannt als Hemeti. Sie sind jeweils Vorsitzender und Stellvertreter des Souveränen Rats.
Bereits vor dem Ausbruch der Kämpfe am 15. April 2023 waren RSF-Kräfte in der Nähe der Stadt Merowe sowie in Khartum stationiert. Beide Fraktionen hatten sich für militärische Konfrontation vorbereitet, Munition gehortet, die Rekrutierung beschleunigt, zusätzlichen Treibstoff und medizinische Hilfsgüter herbeigeschafft. Als Regierungstruppen den RSF befahlen, ihre Positionen zu räumen, weigerten sich diese. Die Kämpfe begannen, als die RSF die Kontrolle über die Militärbasis Soba südlich von Khartum übernahmen. Die RSF waren bis dato an der Übergangsregierung beteiligt und sollten in die Streitkräfte Sudans integriert werden. Aus zahlreichen Stadtvierteln in Khartum und Omdurman wurden Explosionen und Schüsse gemeldet. RSF-Führer Daglo beanspruchte die Kontrolle über einige Regierungseinrichtungen, darunter das Hauptquartier des staatlichen Fernsehens, den Präsidentenpalast, den internationalen Flughafen von Khartum und die offizielle Residenz des Armeechefs. Gleichzeitig bestritt Burhan, die Kontrolle über diese Standorte verloren zu haben.

## Verlauf

### Ausbruch der Kämpfe am 15. April 2023
Am 15. April 2023 griffen RSF-Kämpfer mehrere Armeelager in Khartum und anderswo im Sudan an. Schüsse wurden auch in der Nähe der Provinzstadt Merowe gemeldet. RSF-Kräfte behaupteten, den Flughafen und die Militärbasis von Merowe, den Flughafen von Khartum sowie die Basis von Soba eingenommen und den Streitkräften Verluste zugefügt zu haben. Berichten zufolge war in der Nähe des Generalkommandos und der Residenz von Burhan eine Schießerei zu vernehmen. Die RSF verstärkten ihre Positionen auf dem Flughafen, während Regierungstruppen gepanzerte Fahrzeuge in der Nähe des Präsidentenpalastes stationierten. Sie behaupteten, den Präsidentenpalast, den al-Ubayyid-Flughafen, ein Gästehaus und andere Orte im Land erobert zu haben. Auch in Omdurman, der größten Stadt im Großraum Khartum, wurde die Anwesenheit von Streitkräften gemeldet.
Die SAF behaupteten, den Angriff auf das Stadion Khartoum Sports City abgewehrt zu haben. An der Brücke über den Weißen Nil von Khartum nach Omdurman kam es zu Kämpfen. Die Streitkräfte schlossen alle Flughäfen des Landes und beschossen den Flughafen Nyala. Sie wiesen auch Behauptungen der RSF über die Eroberung von Burhans Wohnsitz zurück. In Omdurman wurden Kämpfe mit schweren Waffen gemeldet. Berichten zufolge war die sudanesische Luftwaffe stark an den Kämpfen beteiligt, bei denen Rebellenpositionen bombardiert wurden. In verschiedenen Teilen der Stadt war Artilleriefeuer zu hören. Auch in der Hauptstadt des Bundesstaates Schamal Darfur, al-Fāschir, kam es zu Kämpfen. Von Seiten der SAF wurde behauptet, Rebellen hätten zwei Zivilflugzeuge auf dem Flughafen niedergebrannt. Berichten zufolge führten sie auch Luftangriffe auf Rebellenbasen in Taiba und Soba durch. Oberst Khaled Abdullah von den sudanesischen Streitkräften sagte, dass 80 von den RSF betriebene Fahrzeuge zerstört worden seien und dass die Bedrohung durch die RSF in Khartum verringert worden sei.

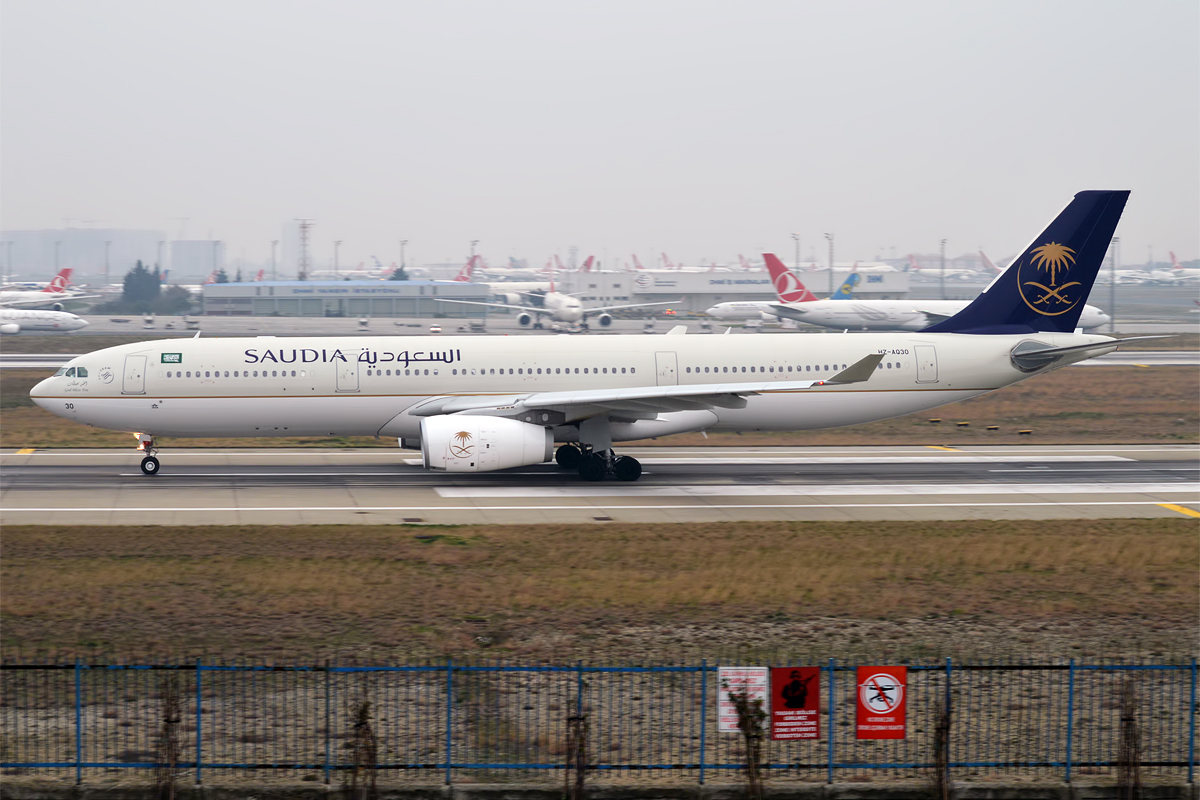
Der als Saudia-Flug 458 zerstörte Airbus A330-343 in Istanbul-Atatürk (2018)

Um 13:30 Uhr (CAT) behaupteten die SAF, dass sich der Kommandant der RSF-Truppen im Bundesstaat an-Nil al-abyad ergeben habe, und darüber hinaus, dass die Lager von Taiba und Soba „zerstört“ worden seien. Am Flughafen Khartum wurden laut Flightradar24 mehrere Flugzeuge von Saudi Arabian Airlines, Badr Airlines und SkyUp Airlines beschädigt. In einem Interview mit Al Jazeera beschuldigte Daglo Burhan, die RSF gezwungen zu haben, Konfrontationen zu beginnen, und beschuldigte SAF-Kommandeure, intrigant zu sein, um den abgesetzten Führer al-Baschir wieder an die Macht zu bringen. Burhan erwiderte diese Anschuldigungen und wurde mit den Worten zitiert, er sei „schockiert, dass sie [mein] Haus um neun Uhr morgens angegriffen hätten“, während er auch erklärte, dass der Präsidentenpalast und andere Regierungseinrichtungen unter SAF-Kontrolle seien. Bei Kämpfen in al-Ubayyid und Khartum wurden mindestens drei Zivilisten getötet und Dutzende verletzt. In al-Fāschir in Schamal Darfur kam es zu schweren Kämpfen mit leichten und schweren Waffen und Rebellentruppen, die versuchten, Flughäfen und andere Gebäude zu erobern. Geschäfte wurden geschlossen und Straßen geleert.
Um 14:43 GMT behauptete Burhan, dass die SAF den Präsidentenpalast, das militärische Hauptquartier und den Flughafen unter Kontrolle haben. Die Streitkräfte behaupteten, die RSF-Streitkräfte in den Bundesstaaten al-Qadarif und Kassala hätten sich ergeben.
Um 15:30 Uhr (CAT) erklärten die SAF, dass sie die Kontrolle über ein RSF-Lager in Marwi, Omdurman, übernommen hätten. Auch aus Süd- und Zentral-Khartum wurden Kämpfe mit schweren Waffen gemeldet, die zu erneuten Kämpfen in der Nähe des Präsidentenpalastes führten. Al-Arabiya berichtete, dass das Hauptquartier von Sudan TV von den RSF eingenommen wurde. Schwere Kämpfe fanden im Stadion des Sportzentrums und in der Abteilung der Luftwaffe statt.
Auch aus der Küstenstadt Bur Sudan und Zalingei in Wasat Darfur wurden Kämpfe gemeldet. Die RSF behaupteten, den Flughafen, das Hauptquartier des Signal Corps und des Medical Corps in al-Faschir eingenommen zu haben.
Um 17:00 Uhr (CAT) behaupteten die RSF via Twitter, mehrere ägyptische Truppen in der Nähe von Merowe gefangen genommen zu haben. Zunächst gab es keine offizielle Erklärung für die Anwesenheit der ägyptischen Soldaten, obwohl Ägypten und der Sudan aufgrund diplomatischer Spannungen mit Äthiopien eine umfassende militärische Zusammenarbeit betreiben. Später sagten die ägyptischen Streitkräfte, ihre Soldaten, Teil der as-Sa'ka-Kräfte, seien im Sudan, um Übungen mit dem sudanesischen Militär durchzuführen. Ungefähr zu dieser Zeit soll die Armee RSF-Streitkräfte auf dem Luftwaffenstützpunkt Merowe eingekreist haben. Infolgedessen kündigten die ägyptischen Streitkräfte an, die Situation als Vorsichtsmaßnahme für die Sicherheit ihres Personals zu verfolgen, so SAF-Oberst Gharib Abdel Hafez.
Gegen 18:00 Uhr (CAT) behaupteten die RSF, dass alle Straßen südlich von Khartum gesperrt seien. Die sudanesische Luftwaffe wies Behauptungen der RSF bezüglich der Neutralisierung von SAF-Flugzeugen zurück.
Um 18:50 (CAT) teilte der Medienvertreter der sudanesischen Streitkräfte Al Jazeera mit, dass sich pensionierte Veteranen dem Kampf der SAF gegen die RSF angeschlossen hätten. Berichten zufolge kam es nach dem Iftar auch in Khartum wieder zu Zusammenstößen. Das Militär behauptete, Nyala nach Kämpfen eingenommen zu haben und dass sich RSF-Truppen in Bur Sudan und Kusti ergeben hätten.
Die SAF beschuldigten die RSF der „verräterischen Verschwörung“ gegen das Land und sagten, die RSF werden ohne Diskussion aufgelöst. Sie bezeichnete Daglo als Kriminellen und veröffentlichte ein Fahndungsplakat für ihn. Die SAF wollen gegen die RSF vorgehen und forderten die Zivilbevölkerung auf, in Gebäuden zu bleiben. Das Staatssicherheitskomitee von Khartum erklärte den 16. April zum gesetzlichen Feiertag in der Stadt, „um das Leben der Bürger und ihr Eigentum zu bewahren“.

### Kämpfe bis zu ersten Waffenstillstandsabkommen 2023
Der Telekommunikationsanbieter MTN stellte am 16. April nach Anordnungen der sudanesischen Regulierungsbehörde für Telekommunikation die Internetdienste im ganzen Land ab. Der Geheimdienst gab bekannt, dass die SAF erfolgreich einen Generalmajor und einen Brigadier der RSF-Kräfte befreien konnten. Ein RSF-Berater sagte, dass sie sich zwar taktisch aus dem Karari-Lager in Omdurman zurückgezogen hätten, gleichzeitig aber 90 % von Khartum unter RSF-Kontrolle stünde. Die SAF kündigten die Verhaftung mehrerer RSF-Beamter am Flughafen Merowe und die Einnahme des Flughafens selbst an, während sie gleichzeitig behauptete, dass mehrere RSF-Führer desertiert seien oder sich der SAF ergeben hätten. Vertreter der sudanesischen Streitkräfte und der RSF stimmten einem Vorschlag der Vereinten Nationen zu, die Kämpfe täglich zwischen 16:00 und 19:00 Uhr Ortszeit zu unterbrechen, um einen sicheren Durchgang für dringende humanitäre Fälle zu ermöglichen. Allerdings wolle sich die SAF vorbehalten, zu reagieren, falls die RSF „Verstöße begeht“. Sudan TV stellte seine Sendungen komplett ein. Quellen von Al Jazeera wiesen darauf hin, dass RSF-Truppen gegen 18:00 Uhr (CAT) auch die Kontrolle über das Fernsehnetz von an-Nil al-azraq übernahmen. In Nyala beanspruchten die RSF die Kontrolle über die 16. Infanteriedivision der SAF. Nach Angaben von Anwohnern eroberten RSF-Truppen den Flughafen von Nyala, nachdem sie am Vortag bereits eine Militärbasis erobert hatten.
Am Folgetag kam es erneut zu schweren Kämpfen in Khartum, als schwere Artillerie aus nördlichen und südlichen Teilen der Hauptstadt zu hören war und Kämpfe vor den Toren des Armeehauptquartiers stattfanden. Auch in Omdurman wurde mit Kampfjets des Militärs und Flugabwehrraketen der RSF gekämpft. Westlich des Flughafens Merowe wurden ebenfalls Kämpfe gemeldet. Die SAF wiesen Behauptungen zurück, dass die RSF den Präsidentenpalast an sich gerissen oder dort Gewinne gemacht habe, und nannte die Aussagen der RSF „irreführend“. Die SAF behaupteten, die Kontrolle über das Hauptquartier von Sudan TV und das Staatsradio in Khartum wiedererlangt zu haben, und kündigten die Wiederaufnahme der Übertragung an. Die RSF veröffentlichten jedoch auf ihrer Twitter-Seite ein Video, in dem sie die fortgesetzte Kontrolle beanspruchten. Um 10:00 Uhr (CAT) behaupteten die RSF, den Flughafen Merowe vollständig zu kontrollieren. RSF-Kommandant Daglo forderte die internationale Gemeinschaft auf, gegen Burhan einzugreifen, und behauptete, die RSF kämpften gegen „radikale Islamisten“. Die Sudan Civil Aviation Authority sperrte den Luftraum des Landes gegen 13:00 Uhr (CAT). Am selben Tag nahm Sudan TV seine Ausstrahlung wieder auf, was möglicherweise die Behauptungen der SAF über ihre Kontrolle über die Medienzentrale in Khartum bestätigte. Das Programm bestand aus Pro-Armee-Liedern und Hymnen.
RSF-General Daglo sagte am 18. April, dass die paramilitärische Truppe einem 24-stündigen Waffenstillstand zugestimmt hat, um die sichere Durchreise von Zivilisten, einschließlich Verwundeter, zu ermöglichen. Die Entscheidung wurde nach einem Gespräch mit US-Außenminister Antony Blinken und „anderen befreundeten Nationen“ getroffen. Die sudanesische Armee bestritt zunächst, dass sie einer Abstimmung mit Vermittlern oder der internationalen Gemeinschaft bezüglich des Waffenstillstands zugestimmt hat und behauptete, die RSF planten, die Zeit zu nutzen, um eine „Niederlage zu vertuschen“. Später bestätigte ein Armeegeneral gegenüber Al-Arabiya, dass die Armee dem 24-stündigen Waffenstillstand zugestimmt hat, der um 18:00 Uhr Ortszeit beginnen würde. Trotzdem gab es in Khartum weiterhin heftige Kämpfe, bei denen Kampfflugzeuge über die Hauptstadt flogen und Angriffe auf vermeintliche RSF-Ziele starteten. Die RSF setzten Flugabwehrsysteme und schwere Artillerie ein, um die Angriffe abzuwehren. Reporter berichteten auch, dass bewaffnetes Personal in mehrere Krankenhäuser in Khartum eingedrungen sei, während medizinische Einrichtungen einen Mangel an medizinischem Personal, Strom und Wasser meldeten. In Merowe sahen Augenzeugen eine RSF-Militärkolonne, die sich vom Umkreis des Flughafens Merowe nach al-Multaqa, 100 km südwestlich, entfernte.
Die Kämpfe in Khartum setzten sich auch am 19. April in der Nähe des Hauptquartiers der Armee, des Präsidentenpalastes und des Flughafens fort, wobei schwere Waffen eingesetzt wurden. Die sudanesische Armee beschuldigte die RSF, Zivilisten in Khartum und anderen Teilen des Landes angegriffen und Eigentum zerstört zu haben. Tausende Zivilisten sind aus ihren Häusern geflohen, einige zu Fuß, andere in Autos, einschließlich Frauen und Kinder. Die Armee behauptete, den Angriff abgewehrt und den RSF schwere Verluste zugefügt zu haben. Die RSF behaupteten jedoch, immer noch in der Stadt präsent zu sein. Der Flughafen in Merowe soll bei den Kämpfen total zerstört worden sein, obwohl die Armee die volle Kontrolle über den Flughafen wiedererlangt hat und sich die Situation normalisiert.
Die RSF sagten am 20. April, sie hätten trotz des andauernden Waffenstillstands am Morgen einen Armeeangriff auf ihre Stellungen in Omdurman abgewehrt und dabei zwei Hubschrauber abgeschossen. Es wurde von Augenzeugen berichtet, dass Verstärkungen für die RSF auf dem Weg nach Khartum waren. Allerdings wurden sie von Kampfflugzeugen und Bodentruppen der Armee konfrontiert. Laut einem Bericht von Al Jazeera gab es erneut intensive Zusammenstöße in der Nähe des Hauptquartiers der Armee und des Präsidentenpalastes. Explosionen wurden auch in al-Ubayyid, der Hauptstadt des Bundesstaates Schamal Kurdufan, gemeldet.
Am Tag des Eid al-Fitr, 21. April 2023, wurden Aufrufe zu einem Waffenstillstand gemacht, um Feiern zu ermöglichen. Trotzdem setzten sich die Kämpfe fort, obwohl Armeechef Burhan zur Einheit aufgerufen hatte und Daglo von den RSF versprochen hatte, sich an einen Waffenstillstand zu halten. Es wurde berichtet, dass es in Khartum, al-Chartum Bahri und Omdurman schweren Beschuss und Schüsse gab, als die RSF die Armee beschuldigten, einen „Rundumschlag“ zu inszenieren. Die Armee erklärte, dass sie die Straßen von Khartum nach den RSF „durchkämmte“, wobei Soldaten zu Fuß eingesetzt wurden.
Besonders intensive Kämpfe wurden entlang der Autobahn nach Bur Sudan und im Industriegebiet von al-Bagair beschrieben. Über Kämpfe wurde auch in al-Ubayyid berichtet.
Al-Arabiya TV berichtete, dass die sudanesische Armee gegen Mittag die volle Kontrolle über die Stadt Merowe erlangt habe.
In Khartum gab es auch am folgenden Tag weiterhin heftige Kämpfe, insbesondere in der Nähe des Präsidentenpalastes und des Flughafens. Die SAF hatten zugestimmt, die Evakuierung von Diplomaten und Staatsangehörigen aus dem Sudan per Luftweg zu ermöglichen, darunter Briten, Amerikaner, Franzosen und Chinesen. Saudische Diplomaten wurden über den Landweg nach Bur Sudan gebracht und von dort aus per Luftweg evakuiert. Einige Ausländer wurden auch per Boot aus Bur Sudan evakuiert und die ersten Schiffe erreichten den Hafen von Dschidda in Saudi-Arabien über das Rote Meer.
Berichtet wurde von einem fast vollständigen Ausfall des Internets im gesamten Sudan, bei dem die Überwachungsorganisation für Cybersicherheit NetBlocks angab, dass die Internetverbindung nur 2 Prozent des üblichen Niveaus erreichte. Es wird vermutet, dass Angriffe auf das Stromnetz, welche zu Stromknappheit führten, die Ursache waren.
Des Weiteren gaben die RSF bekannt, dass sie eine militärische Produktionsstätte im Viertel Masudiyya im Südosten von Khartum sowie eine weitere Fabrik in Al-Chartum Bahri erobert hätten. Außerdem behaupteten sie, dass einer ihrer Konvois, welcher die Evakuierung von französischen Staatsangehörigen unterstützte, in Omdurman von einem Militärflugzeug angegriffen und angeblich abgeschossen wurde.
In Khartum im Kobar-Gefängnis wurde ein Massenausbruch aus dem Gefängnis gemeldet, nachdem bewaffnete Männer in das Gefängnis eingebrochen waren. Ein Offizier des Militärs berichtete, dass sie den Angriff der RSF auf das Gefängnis vereitelt hätten. Er fügte hinzu, dass einige andere Häftlinge getötet oder verletzt wurden, während prominente Insassen wie der ehemalige Präsident Umar al-Baschir sicher und geschützt im Inneren seien. Später gab die Armee bekannt, dass die RSF versucht hatten, die Raffinerie adsch-Dschaili in al-Chartum Bahri zu übernehmen.
In Kooperation mit den RSF flogen Spezialeinheiten das Personal der US-Botschaft außer Landes.

### Waffenstillstandsbemühungen und weitere Entwicklung
Bereits am 16. April stimmten Vertreter der sudanesischen Streitkräfte und der RSF einem Vorschlag der Vereinten Nationen zu, die Kämpfe zwischen 16:00 und 19:00 Uhr Ortszeit zu unterbrechen. Die sudanesische Armee gab bekannt, dass sie einem UN-Vorschlag zugestimmt habe, jeden Tag ab 16:00 Uhr Ortszeit für drei Stunden einen sicheren Durchgang für dringende humanitäre Fälle zu öffnen. Die Armee behielt sich jedoch das Recht vor, zu reagieren, falls die RSF gegen den Waffenstillstand verstoßen würde. Während des Waffenstillstands wurden jedoch weiterhin Schüsse und Explosionen gehört, was vom Sonderbeauftragten Volker Perthes verurteilt wurde.
Am 17. April erklärten die Regierungen von Kenia, Südsudan und Dschibuti ihre Bereitschaft, ihre Präsidenten als Vermittler in den Sudan zu entsenden.
Am 21. April wurde ein Waffenstillstand wegen Eid al-Fitr von beiden Armeen erklärt, nachdem eine Reihe von Ländern dies vorgeschlagen hatte.
Trotzdem wurde der Waffenstillstand Berichten zufolge gebrochen, nachdem Straßenschlachten gemeldet worden waren.
Obwohl ein Waffenstillstand vereinbart wurde, gab es am 25. April erneut schwere Artillerieangriffe aus Omdurman, bei denen ein Krankenhaus getroffen wurde und ein Dutzend Menschen verletzt wurden. Lokale Quellen berichteten weiterhin von Kämpfen in Khartum und al-Dschunaina in Gharb Darfur.
Die RSF sollen angeblich die Stadt Wad Banda im Bundesstaat Gharb Kurdufan eingenommen haben. Es wurden Schüsse aus dem Gefängnis von Bur Sudan gemeldet, als die Armee die RSF beschuldigte, Gefängnisse angegriffen zu haben. Der staatliche Internetanbieter Sudatel hat den Zugang teilweise wiederhergestellt, nachdem er nach Angriffen auf seine Einrichtungen wieder angeschlossen worden war.
Die RSF veröffentlichten am 26. April ein Video, in dem sie behaupteten, die Kontrolle über die Ölraffinerie und das Kraftwerk Garri zu haben, die sich mehr als 70 Kilometer nördlich von Khartum befinden. Zur gleichen Zeit gab es anhaltende Kämpfe um die Hauptstadt und weitere Zusammenstöße wurden in Gharb Kurdufan und Gharb Darfur gemeldet. Es wurden auch interkommunale Zusammenstöße im Bundesstaat an-Nil al-azraq berichtet.
Obwohl der Waffenstillstand weiterhin in Kraft war, starte die SAF auch am folgenden Tag Luftangriffe auf Stellungen der RSF in der Nähe des Präsidentenpalasts und in al-Chartum Bahri. Es gab auch weiterhin Kämpfe in Dschunaina. Die RSF beschuldigten die SAF, ihren Stützpunkt im Kafuri-Gebiet von Khartoum Bahri angegriffen zu haben.
Laut Beobachtern haben die RSF Menschenrechtsverletzungen an der Zivilbevölkerung in Darfur begangen, insbesondere in Nyala und Dschunaina. Dazu gehören Brandstiftung, Diebstahl, Plünderung, Zerstörung von Eigentum und Tötung. Es wurden RSF-Soldaten vor dem Polizeipräsidium in Dschunaina gefilmt.
Kämpfe in Khartum, al-Chartum Bahri und Omdurman setzten sich auch am 28. und 29. April fort.
General Daglo erklärte, dass er nicht mit den SAF verhandeln wird, solange die Kämpfe andauern. Er wiederholte seine Anschuldigungen gegen die SAF, dass diese RSF-Uniformen getragen hätten, um sie für die während des Konflikts begangenen Gräueltaten verantwortlich zu machen. Inzwischen sollen auf beiden Seiten Schützengräben in Khartum errichtet worden sein, während die Kämpfe Straße für Straße weitergehen.
Ein türkisches Flugzeug, das für Evakuierungen vorgesehen war, wurde auf dem Militärflugplatz Khartum-Wadi Seidna beschossen; dabei kam es zu Schäden an seinem Treibstoffsystem. Es gab keine Opfer, aber das Flugzeug musste repariert werden. Die SAF beschuldigten die RSF für den Angriff, aber diese wiesen die Vorwürfe zurück.
Am 30. April kündigte die SAF an, einen umfassenden Angriff zu starten, um die RSF in Khartum mit Luftangriffen und schwerer Artillerie auszulöschen. Berichte über Drohnenangriffe auf RSF-Positionen in der Nähe einer großen Ölraffinerie wurden gemeldet. Die sudanesische Polizei gab bekannt, dass sie ihre Central Reserve Forces in den Straßen von Khartum stationiert hat, um für Recht und Ordnung zu sorgen. Diese Einheit wurde von der US-Regierung wegen ihrer Rolle bei der Unterdrückung von Protesten für die Demokratie nach dem Putsch von 2021 sanktioniert und wurde zuvor von den RSF vor ihrer möglichen Intervention in den Konflikt gewarnt. Die Einheit gab später bekannt, 316 „Rebellen“ festgenommen zu haben und bezog sich dabei auf die RSF. Infolgedessen haben die lokalen Behörden in Khartum Beamte unbefristet beurlaubt.
Die Kämpfe im Sudan führten dazu, dass der Warenfluss in den Tschad unterbrochen wurde. Dies erzeugte in Folge steigende Preise. Laut der SAF haben sie die Kampffähigkeiten der RSF auf 55 % reduziert und mehrere Vorstöße der RSF im ganzen Land vereitelt, darunter Offensiven aus den westlichen Regionen entlang der nordwestlichen Grenze und eine dritte in Richtung von al-Baghir nach Dschabal Awliya.
Die RSF gaben am 2. Mai an, dass sie einen MiG-Kampfjet während Luftangriffen der SAF über Khartum abgeschossen hätten.
Die türkische Regierung kündigte am 6. Mai an, ihre Botschaft nach Port Sudan zu verlegen, nachdem das Auto des türkischen Botschafters in Khartum von Schüssen getroffen worden war. Beide Konfliktparteien beschuldigten die jeweils andere Seite, für den Angriff verantwortlich zu sein.
Menschenrechtler beschuldigten Eritrea der erzwungenen „Abschiebung“ und „Rückführung“ von 3.500 Eritreern aus dem Sudan in die Stadt Tesseney und andere Städte nahe der sudanesisch-eritreischen Grenze.

### 2024
Die New York Times und der UN-Menschenrechtsrat berichteten im Februar 2024, die Schrecken des Bürgerkrieges hätten sich weiter ausgebreitet. Besonders in Darfur komme es weiterhin zu Vergewaltigungen, Raubzügen und anderen Gräueltaten. Ein Video zeigte sudanesische Soldaten, die triumphierend die Köpfe von Studenten hochhielten, die wegen ihrer ethnischen Zugehörigkeit enthauptet worden waren. Das Militär bezeichnete das Video als „schockierend“ und versprach, die Schuldigen zu ermitteln. Gleichzeitig erhärte sich der Verdacht des UN-Menschenrechtsrats, auch einige ausländische Mächte wie die Vereinigten Arabischen Emirate (VAE) oder der Iran seien nun an dem Krieg beteiligt; so hätten die VAE technisch hoch entwickelte Waffen an die RSF geliefert und dadurch die Kampfhandlungen intensiviert.
Im Februar 2024 gelang den SAF der erster größere Erfolg gegen die RSF, als eine zehnmonatige Blockade des Stadtzentrums von Omdurman gebrochen werden konnte. Im Mai überquerte die Armee eine Brücke, die Omdurman und Al-Chartum Bahri verband, und stieß in die Stadt vor.
Am 22. Mai 2024 wurde das Camp Abu Shouk in al-Faschir von den Rapid Support Forces überfallen und ausgeraubt. Etwa 60 % der mehr als 100.000 Einwohner des Camps flohen daraufhin. In den darauffolgenden Tagen gab es in anderen Teilen der Stadt ebenfalls Kämpfe. Am 13. Juni 2024 forderte der UN-Sicherheitsrat, die Belagerung zu beenden.
Auf dem Schlachtfeld begann sich Lage zunehmend zugunsten der SAF zu verschieben. Im September 2024 startete diese eine Großoffensive im Staat Khartum.
Im November 2024 verhinderte Russland mit seinem Veto, dass der UN-Sicherheitsrat eine vom Vereinigten Königreich und Sierra Leone ausgearbeitete Resolution verabschiedete, in der die Bürgerkriegsparteien im Sudan zu einer sofortigen Feuerpause und zur Gewährleistung humanitärer Hilfe aufgefordert worden wären. Alle übrigen Mitglieder des Sicherheitsrats hatten sich für die Resolution ausgesprochen.
Einem Bericht der französischen Zeitung Le Monde zufolge ist der Krieg im Sudan im November 2024 möglicherweise in seine gefährlichste Phase getreten. Sowohl die SAF als auch die RSF haben offiziell eine Beilegung des Bürgerkriegs auf dem Verhandlungsweg ausgeschlossen, so dass als einzige Option der totale Krieg in Frage kommt. Während der letzten Regenzeit, in der die Kämpfe ruhten, haben beide Seiten ihre Streitkräfte neu bewaffnet und umstrukturiert. Durch ihre zahlreichen Kriegsverbrechen soll die RSF große Teile der Bevölkerung gegen sich aufgebracht haben und die Unterstützung für die SAF so erhöht haben.

### 2025
Im Januar 2025 beschuldigten die Vereinigten Staaten die RSF, einen Völkermord begangen zu haben, und verhängten Sanktionen gegen den Anführer Hemedti.
Am 11. Januar 2025 eroberte die SAF Wad Madani, die Hauptstadt des Bundesstaates al-Dschazira, zurück. Am 8. Februar 2025 erlangte die SAF im Zuge der Intensivierung ihrer Offensive die Kontrolle über die Stadt Al-Chartum Bahri zurück und bereitete die Rückeroberung der Hauptstadt Khartum vor. Am 27. März verkündete Präsident Burhan die Rückeroberung von Khartum, nachdem zuvor der Präsidentenpalast und der Flughafen eingenommen worden waren. RSF-Kräfte zogen sich auf das Westufer des Nils zurück, wo noch einige Einheiten in Omdurman verblieben.
Anfang Juni 2025 warnten die Vereinten Nationen vor Plünderungen im Kultursektor. Rund 5.000 Gegenstände seien aus den wichtigsten Museen des Landes gestohlen worden. Der illegale Handel mit Kulturschätzen finde online statt. Betroffen seien 18 Museen, darunter auch das Nationalmuseum in der Hauptstadt Khartum.

## Opfer, humanitäre Folgen
Befördert durch den Bürgerkrieg entwickelt sich im Sudan eine Hungersnot, die die schwerste seit mindestens 2004 in dem Land ist. Laut UNICEF sind im Jahr 2024 mehr als 17 Millionen Menschen im Sudan von akuter Ernährungsunsicherheit betroffen. 3,6 Millionen Kinder sind stark unterernährt, rund 730.000 Kinder lebensbedrohlich mangelernährt. Fast 25 Millionen Sudanesen – die Hälfte der Bevölkerung – sind nach Angaben der Vereinten Nationen dringend auf Hilfe angewiesen.
Ende Februar 2024 war die Zahl der Binnenflüchtlinge laut der NRC Flüchtlingshilfe auf über 9 Millionen angestiegen; weitere 1,7 Millionen hätten das Land verlassen, die meisten davon seien in den Tschad geflohen. Einem UNO-Bericht zufolge wurden im Rahmen der Masalit-Massaker, ethnisch motivierter Gewalt gegen die Masalit (Volk) durch die RSF, allein in Dschunaina in Darfur bis zu 15.000 Menschen getötet, Frauen in Darfur berichten von Gruppenvergewaltigungen. Die Gesundheitslage sei eine „tödliche Kombination aus sehr begrenzter medizinischer Versorgung, sehr schlechter Ernährungslage und fehlender Wasserversorgung und Abwasserentsorgung. Ein fruchtbarer Boden für alle Arten von Krankheiten, einschließlich Cholera.“
Die Zahl der Todesopfer des Konflikts wurde Mitte Oktober 2023 auf mehrere Tausend geschätzt, diejenige der Flüchtlinge schon vorher auf mehrere Millionen. Anfang August 2023 berichtete die Hilfsorganisation Save the Children, in Khartum lägen tausende Leichen auf den Straßen. Allein in neun Flüchtlingslagern starben nach Angaben des Kinderhilfswerks der Vereinten Nationen, UNICEF, von Mitte Mai bis Mitte September 2023 etwa 1200 Kinder an Mangelernährung und Masern. In manchen Regionen kam es zu Cholera-Ausbrüchen. In Khartum hatten nach Angaben von Save the Children im August 2023 von 89 Krankenhäusern und Krankenstationen 71 den Betrieb eingestellt. Die Vereinten Nationen gaben zu etwa derselben Zeit bekannt, dass über 20 Millionen Sudanesen – über 40 % der Bevölkerung des Landes – über keine gesicherte Nahrungsversorgung mehr verfüge. In einem Massaker in Ardamata wurden am 5. November über 800 Masalit ermordet, nachdem sich die Armee aus dem Gebiet um Dschunaina zurückgezogen hatte. Anfang Dezember 2023 ging die WHO von mehr als 12.000 Toten und mehr als 33.000 durch Kämpfe verletzten Menschen aus. Etwa 6,8 Millionen Menschen wurden aus ihren Häusern oder Wohnungen vertrieben und flüchteten entweder im Land oder in Nachbarländer.
Die Vereinten Nationen bezifferten die Zahl der Todesopfer im November 2024 mit etwa 20.000, doch es gibt für den sudanesischen Konflikt keine zuverlässigen Statistiken. Laut einer Schätzung von Le Monde könnte der Krieg bis November 2024 mehr als 150.000 zivile Opfer durch Bombardierungen, Massaker, Hunger und Krankheiten gefordert haben.
Im August 2025 warnte das Welternährungsprogramm, dass die 300.000 Bewohner der seit Mai 2024 belagerten Stadt El Fascher bzw. Al-Faschir aufgrund der Abgeschnittenheit von humanitärer Hilfe bzw. aufgrund der Hungersnot ums Überleben kämpfen; so müssten die Bewohner mitunter auf Abfälle und Tierfutter zurückgreifen, um nicht zu verhungern.

## Evakuierung von Ausländern
Nach dem Beginn der Kämpfe am 15. April 2023 forderten immer mehr Staaten ihre Staatsangehörigen auf, den Sudan schnellstmöglich zu verlassen, und bereiteten Evakuierungsmaßnahmen vor. Im Laufe der Zeit wurde es immer schwieriger, über den umkämpften Flughafen Khartum Menschen auszufliegen. Sowohl die Sudanesischen Streitkräfte wie auch die RSF haben Fähigkeiten, Flugzeuge am Boden und in der Luft zu bedrohen. Viele Länder suchten Wege über die Nachbarländer oder den nördlich von Khartum gelegenen Militärflughafen Wadi Sayyidna, Menschen zu evakuieren. Am 22. April stimmte die SAF zu, die Evakuierung von Diplomaten und Staatsangehörigen aus dem Sudan durch Lufttransport zu sichern.

### Europäische Union
Am 21. April 2023 hatte die Europäische Union Planungen zu einer möglichen Evakuierung von EU-Bürgern aus Khartum bekanntgegeben. Die EU versuche, eine Operation zu koordinieren, um ihre Zivilisten aus der Stadt herauszuholen, die sich jetzt in einer Hochrisikosituation befänden. Man arbeite an verschiedenen Möglichkeiten, sagte ein EU-Mitarbeiter.

### Deutschland
Die deutsche Bundesregierung versuchte zunächst, westliche Staatsangehörige mittels des Internationalen Flughafen Khartum auszufliegen. Da dort aber heftig gekämpft wurde, plante man eine größere Aktion. Ein Verband der Bundeswehr aus unterschiedlichen Teilstreitkräften und Organisationsbereichen unter Führung der Division Schnelle Kräfte geleitet von Generalmajor Dirk Faust wurde auf dem in Jordanien betriebenen Luftstützpunkt vorstationiert. Zur Sicherung wurden Kräfte der Luftlandebrigade 1 und des KSK hinzugezogen. Am 23. April wurden nach Medienberichten über den von der SAF kontrollierten Flughafen Wadi Sayyidna 740 Personen nach Jordanien ausgeflogen (Operation Raus aus Khartum). An der Aktion waren rund 1000 Bundeswehrangehörige beteiligt. Am Morgen des 24. April landeten erste evakuierte Personen in Berlin. Die Evakuierungsmission war durch ein Mandat des Deutschen Bundestags, beschlossen am 26. April 2023, bis zum 31. Mai 2023 genehmigt. Dazu kam auch die Marine zum Einsatz: Das Versorgungsschiff Bonn sollte ergänzend zu den Luftevakuierungen ausländische Staatsbürger aufnehmen, die sich auf den Weg nach Port Sudan am Roten Meer gemacht haben. Die Kosten des Einsatzes beliefen sich auf 22,4 Millionen Euro.

### Frankreich
Ein französischer Konvoi wurde auf dem Weg zur Evakuierung beschossen und musste zurückkehren, aber später gab es eine „komplizierte“ Rettungsaktion, bei der etwa 100 Personen unterschiedlicher Nationalitäten evakuiert wurden.

### Andere Länder
Die japanische Regierung hatte angekündigt, ihre etwa 60 Bürger aus dem Sudan zu evakuieren und schickte drei Militär-Flugzeuge nach Dschibuti. Saudi-Arabiens Diplomaten wurden auf dem Landweg nach Bur Sudan und dann per Lufttransport evakuiert, während etwa 150 ausländische Staatsangehörige per Boot mit Unterstützung der saudischen Streitkräfte evakuiert wurden. Die Türkei begann, ihre Staatsangehörigen mit dem Bus zu evakuieren. Auch das Vereinigte Königreich evakuierte seine Diplomaten und deren Familien mit Hilfe seiner Streitkräfte. Die Vereinigten Staaten evakuierten 100 Diplomaten und Staatsangehörige mit sechs Boeing-Vertol CH-47-Hubschraubern.

## Berichterstattung
Über das Wiederaufflammen der Kämpfe 2024 wurde international vergleichsweise wenig berichtet. Der Krieg gilt spätestens seit dem Terrorangriff der Hamas auf Israel im Oktober 2023 als „vergessener Konflikt“. Selbst afrikanische Medien berichten Stand Mai 2024 jeweils fast dreimal häufiger über die Kriege in der Ukraine und im Gazastreifen.
Diese Situation befördert auch die Verbreitung von Falschinformationen. Am 14. April 2023 wurde beispielsweise ein Video auf der offiziellen SAF-Seite veröffentlicht, das angeblich Operationen der sudanesischen Luftwaffe gegen die RSF zeigte. Die Überwachungs- und Verifizierungseinheit von Al Jazeera behauptete, dass das Video mit Filmmaterial aus dem Videospiel Arma 3 erstellt wurde, das letzten März auf TikTok veröffentlicht wurde. Die Einheit behauptete auch, dass ein Video, das den sudanesischen Armeekommandanten Abdel Fattah Burhan bei der Inspektion des Panzerkorps zeigt, vor den Kämpfen aufgenommen wurde. Ein Video, das angeblich sudanesische Hubschrauber zeigte, die über Khartum fliegen, um an Operationen der SAF gegen die RSF teilzunehmen, und das in den sozialen Medien verbreitet wurde, stellte sich als vom November 2022 heraus.

## Ausländische Beteiligung

### Ägypten
Die RSF gaben am 16. April 2023 bekannt, dass ausländische Flugzeuge ihre Truppen in Bur Sudan angegriffen hätten, und warnten vor jeglicher ausländischer Einmischung. Der ehemalige CIA-Analyst Cameron Hudson behauptete, dass ägyptische Kampfflugzeuge an diesen Angriffen beteiligt waren und ägyptische Spezialeinheiten taktische Unterstützung für die Sudan Armed Forces (SAF) leisteten. Am 17. April zeigten Satellitenbilder, dass ein ägyptisches MiG-29M2-Kampfflugzeug zerstört und zwei weitere auf der Merowe Airbase schwer beschädigt oder zerstört wurden, darunter auch eine sudanesische Guizhou JL-9. Am 15. April behaupteten RSF-Kräfte, dass sie mehrere ägyptische Truppen in der Nähe von Merowe gefangen genommen hätten und ein Militärflugzeug mit ägyptischen Markierungen erobert hätten. Die ägyptischen Streitkräfte behaupteten später, dass ihre Soldaten im Sudan waren, um Übungen mit dem sudanesischen Militär durchzuführen, und erklärten, dass sie die Situation als Vorsichtsmaßnahme für die Sicherheit ihres Personals verfolgen würden. Die RSF kündigten an, bei der Rückführung der Soldaten nach Ägypten zu kooperieren.

### Ukraine
Die ersten Berichte über die vermutliche Präsenz von Spezialkräften des Hauptnachrichtendienstes des Verteidigungsministeriums der Ukraine (HUR) in Sudan tauchten im September 2023 auf, nachdem CNN Angriffe mit Hilfe von FPV-Drohnen auf die Gruppe Wagner gezeigt hatte. Eine ungenannte Quelle unter den ukrainischen Militärs bestätigte, dass solche Angriffe definitiv nicht von den sudanesischen Streitkräften durchgeführt wurden, sondern höchstwahrscheinlich von den Sondereinsatzkräften der Streitkräfte der Ukraine.
Im März 2024 bestätigte das WSJ die Präsenz ukrainischer Sondereinsatzkräfte in Sudan. Es stellte sich heraus, dass General Abdel Fattah Burhan, nachdem er in Khartum belagert wurde, die Ukraine um Hilfe bat. Seit Beginn des russischen Überfalls auf die Ukraine hat Sudan heimlich Waffen nach Kiew geliefert. Innerhalb weniger Wochen nach dem Hilferuf trafen ukrainische Sondereinsatzkräfte in Sudan ein und begannen die RSF-Truppen aus der Hauptstadt Khartum zu vertreiben. Die erste Welle ukrainischer Truppen, knapp 100 Mann, hauptsächlich aus der Timur-Einheit des HUR, landete Ende August 2023 mit einem Charterflugzeug in Sudan. Ihre erste Aufgabe bestand darin, Burhan aus Khartum zu evakuieren, wo ihn die Rapid Support Forces umzingelt hatten. Das Hauptziel der Ukraine bleibt die Bekämpfung der russischen Streitkräfte in Sudan, da Russland eine unbekannte Anzahl von Goldminen erobert hat und so unter anderem den Krieg gegen die Ukraine finanziert. Die Sondereinsatzkräfte des HUR trainieren auch die sudanesischen Streitkräfte.